# 多紀元堅

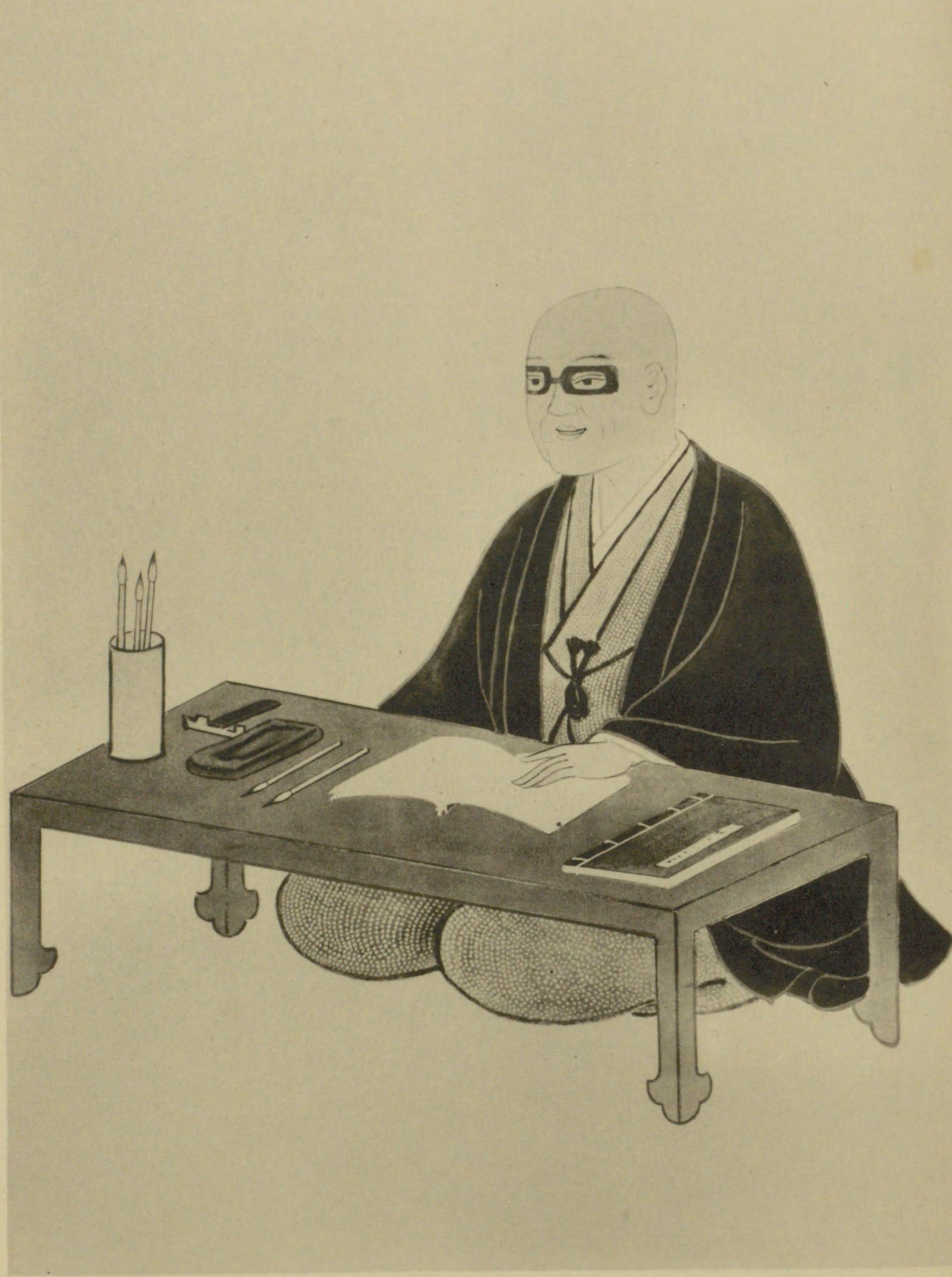
多紀元堅の肖像。（藤浪剛一『医家先哲肖像集』より）

多紀 元堅（たき げんけん/もとかた、寛政7年（1795年） - 安政4年2月13日（1857年3月8日））は、江戸時代末期の幕府医官。諱は元堅、号は茝庭（さいてい）、通称は安叔（あんしゅく）。幕府医学館考証派を代表する漢方医で、子に同じく幕府医官の多紀元琰がいる。やはり医官であった森鷗外の史伝『渋江抽斎』『伊沢蘭軒』にも登場する。丹波元堅、多紀三松（たき さんしょう）とも。

## 人物
江戸時代後期、医学館総裁の多紀元簡（号は桂山）の第5子として生まれ、多紀家から分家して矢の倉多紀家の初代に据えられた。はじめ町医者として市中で開業していたが、天保6年（1835年）12月16日、幕府に召し出されて一家を興し、奥詰医師に任命される。翌7年（1836年）11月19日に奥医師に任命され、同年12月16日に法眼に叙せられる。同11年（1840年）12月16日、法印に昇進し、楽真院と称した。
のちに、将軍徳川家慶の諡号「慎徳院」の「慎」と「真」の類似からこれを避け、楽春院と改称した
法印の座のまま没するまで、家斉・家慶・家定の3代に仕えた。

## 考証派
考証派の学風は、古典医学書の収集・復元に努めるもので、その成果は中国のそれを凌駕するといわれる。
父の元簡は多紀元悳原撰『観聚方』80巻から記述を精選して『観聚方要補』10巻を編纂しようとしたが志半ばで急逝したため、元胤と元堅の兄弟が引き継ぐと、文政2年（1819年）に元簡の遺稿として刊行された。
しかし、処方の典拠となる文献の善本を手にしないままで精度に満足できなかったことから、宋版・古鈔の善本医書の資料収集を進め、元堅は兄・元胤を嗣いだ元昕とともに増訂版『観聚方要補』を編み、安政4年（1857年）に刊行をみた。
元堅自身も『傷寒論述義』をはじめとする多くの医書を著したほか、原坦山・佐藤元萇・蒲生重章などの門弟多数を教育した。
幕末から明治初期にかけて医業を務めた者に「多紀楽春院の門人」と称する者がきわめて多い{。

## 逸話
身分の上下にかかわらず診療し、貧困の者には金を与えることもあったという。島津斉彬も患者のひとりで、天璋院の入輿にも一定の関与をしている。ただし将軍家定の臨終の場に元堅がいたという言説は事実ではない。小説の虚構であり、元堅は安政4年に死去し、翌同5年に家定が鬼籍に入った。
松本良順の考査を巡り、元堅らが参与した理由は受験者が蘭方医の子弟であったからではなく、医学館の通常の職務手順を執行し、幕府医官に養子が入る際にはその才学を確かめたにすぎない。

## 主な著作
現代の出版物、発行年順。
校訂または注釈入り
- 多紀 元堅『診病奇侅』石原保秀校訂（和漢医学社、1935年）、NCID BB19259188。
  - 録音資料の底本：『診病奇侅』第2版、石原保秀校訂（医道の日本社、1975年）、NCID BN05105431。

録音資料
- 多紀苣庭 著『診病奇侅』石原保秀 校刻（国立国会図書館、1980年）手製、カセット4巻。国立国会図書館書誌ID:000003774761。

### 父名義の編纂
全て父の多紀元簡の名義で発行。発行者と年順。
伊丹屋善兵衛版
- 『觀聚方要補』10巻（伊丹屋善兵衛、近江屋平助、榎並屋小兵衛,紙屋揔右衛門、出雲寺文治郎、岡田屋嘉七、山城屋佐兵衛、須原屋伊八、須原屋茂兵衛、18--年）NCID BB18466074、NCID BB21477261。

聿修堂版
- 『觀聚方要補』（聿修堂、発行年不詳、[1---]）NCID BA59720117。
- 『觀聚方要補』10巻（聿修堂、須原屋茂兵衛、風月庄左衛門、勝村治右衛門、1819年）NCID BB20451648。

須原屋茂兵衛
- 『觀聚方要補』10巻（7巻現存）（須原屋茂兵衛、風月庄左衛門、勝村治右衛門、18--年）NCID BB17489584。
- 『觀聚方要補』10巻（須原屋茂兵衛、風月庄左衛門、勝村治右衛門、1819年）NCID BA58977005。
- 『觀聚方要補』10巻（須原屋茂兵衛、1819年）NCID BA58977617。

名義は多紀元簡（櫟窓）、1819年発行。
- 『觀聚方要補』10巻（勝村治右衛門、風月庄左衛門、須原屋茂兵衛、NCID BB18460078）。
- 『觀聚方要補』（須原屋茂兵衛、NCID BA59213800、NCID BA59539251）。
- 『觀聚方要補』10巻（9巻現存）（須原屋茂兵衛、勝村治右衛門 ほか、NCID BB08500835）。
- 『觀聚方要補』10巻（7巻現存）（須原屋茂兵衛、勝村治右衛門 ほか、NCID BB18291389、NCID BB18576866、NCID BB18788886、NCID BB18789390。NCID BB21476972）。

名義は丹波元簡。
- 『觀聚方』10巻（勝村治エ門、NCID BA58966905）。

参考資料
- 外国語版
  - 倪, 維徳、多紀元簡、戴, 思九『校正新増觀聚方要補』（『原機啓微集』、『醫方挈領』、『戴思九臨證醫案』）（新文豐出版〈故宮珍藏51〉、1987年）NCID BA83602321。

- 関連資料
  - 大塚敬節、矢数道明 責任編集『多紀元簡』（名著出版〈近世漢方医学書集成〉、1980年）41-47頁、108-109頁NCID BN02665462。
  - 大塚敬節（責任編集）、矢数道明 ほか 編「観聚方要補 / 多紀元簡 著」『近世漢方医学書集成』 第2期（電子版）、名著出版、[2016]。国立国会図書館書誌ID:028213841。 全116巻。